# Mouhijärvi (sjö)
Mouhijärvi är en sjö i Finland. Den ligger i kommunen Sastamala i landskapet Birkaland, i den sydvästra delen av landet, 190 km nordväst om huvudstaden Helsingfors. Mouhijärvi ligger 64,7 meter över havet. Arean är 6,87 kvadratkilometer och strandlinjen är 23,13 kilometer lång. Sjön  ingår i Kumo älvs huvudavrinningsområde.   I omgivningarna runt Mouhijärvi växer i huvudsak barrskog.
I övrigt finns följande i Mouhijärvi:
- Mouhisaari (en ö)
- Puskakari (en ö)